# Parc national naturel Old Providence McBean Lagoon
Le parc national naturel Old Providence McBean Lagoon est un parc national situé dans le département de San Andrés et Providencia, en Colombie.